# Karl-Johan Westberg
Karl-Johan Westberg, född 9 december 1992 i Borås, är en svensk längdskidåkare som debuterade i världscupen den 1 mars 2014 i Lahtis. Hans första pallplats i världscupen kom 15 januari 2017 i Toblach när han tillsammans med Oskar Svensson slutade tvåa i sprintstafetten.